# Trigona necrophaga
Trigona necrophaga là một loài Hymenoptera trong họ Apidae. Loài này được Camargo & Roubik mô tả khoa học năm 1991.